# كونواي (دائرة انتخابية في المملكة المتحدة)
كونواي (بالإنجليزية: Conwy)‏ هي إحدى الدوائر الانتخابية في المملكة المتحدة الممثلة في مجلس العموم في برلمان المملكة المتحدة.
عضو البرلمان الذي يمثلها حالياً هو :Mrs Betty Williams (Lab).